# Ugo Savarese
Ugo Savarese (Nàpols (Campania), 2 de desembre, 1912 – Gènova (Ligúria), 19 de desembre, 1997) va ser un baríton italià.

## Biografia
Nascut de pares pertanyents a la baixa burgesia napolitana, va perdre el seu pare de petit i va ser enviat a completar els seus estudis al col·legi Monte Mario de Roma, on va romandre fins al 1928. Al col·legi, quan encara era una veu blanca, va destacar al cor de l'institut, convertint-se en solista i els mateixos professors van contactar amb la seva família per assenyalar el seu talent vocal.
El 1930, quan la seva veu, tot i que encara immadura, ja tenia un timbre de baríton ben definit, va començar a prendre classes de cant del mestre Bellini. Dos anys més tard, va ser assumit pel mestre Conte, professor del Conservatori de San Pietro a Maiella de Nàpols, que el va conduir al seu debut el 1938 al Teatro San Carlo en el paper del carceller de Tosca.
Va continuar fent papers secundaris, a part del paper de Silvio a I pagliacci, fins al 1940, quan, havent de debutar com a protagonista com a Germont a La traviata, va ser cridat al servei militar a la Segona Guerra Mundial, de la qual va tornar només fins al 1945 després d'un període de presó a Alemanya. En aquella època el Teatre San Carlo era freqüentat per les tropes aliades i els espectacles es representaven amb gran pobresa de mitjans; Tanmateix, Savarese va tenir l'oportunitat de cantar un ampli repertori, principalment verdià, incloent-hi Rigoletto, que es convertiria en l'òpera més estimada i es va representar en més de 500 representacions.
El 1948 va obtenir un contracte al La Scala de Milà, debutant amb Andrea Chénier amb un gran èxit personal que li va valer un contracte plurianual. En aquells anys va cantar a Il trovatore, Un ballo in maschera, Otello, La traviata, Fedora, Carmen, La Gioconda', títols del gran repertori, distingint-se especialment en les òperes de Verdi, que va abordar repetidament també als exigents teatres "tradicionals" de Parma i Piacenza. Havent-se fet popular, va començar a actuar també a l'estranger: Madrid, Londres, París, Moscou, Sant Petersburg., Zuric, Montecarlo. No va acceptar una oferta d'audició del Metropolitan Opera House de Nova York.
A la dècada del 1970, sentint una certa fatiga vocal, es va dedicar a un repertori menys exigent (L'amico Fritz, I due Foscari i altres obres menors) i el 1974 va deixar el cant per dedicar-se a l'ensenyament, que va continuar fins i tot a la vellesa fins al 1996.

## Discografia

### Gravats d'estudi
- La fanciulla del West, amb Carla Gavazzi, Vasco Campagnano, dir. Arturo Basile - Cetra 1950
- La traviata, amb Maria Callas, Francesco Albanese, dir. Gabriele Santini - Cetra 1953
- Andrea Chenier, amb Josè Soler, Renata Tebaldi, dir. Arturo Basile - Cetra 1953
- Il trovatore, amb Mario Del Monaco, Renata Tebaldi, Giulietta Simionato, Giorgio Tozzi, dir. Alberto Erede - Decca 1956

### Registrazioni dal vivo
- Giovanna d'Arc, amb Renata Tebaldi, Gino Penno, dir. Gabriele Santini - Nàpols 1951 ed. Legato Classics
- Aïda, amb Renata Tebaldi, Gino Penno, Ebe Stignani, Giulio Neri, dir. Tullio Serafin - Nàpols 1953 ed. Edizione Lirica/Lyric Distribution
- La Gioconda, amb Anna De Cavalieri, Giuseppe Di Stefano, Fedora Barbieri,  Mario Petri, dir. Tullio Serafin - Nàpols 1953, ed. Opera Lovers
- Rigoletto, amb Antonietta Pastori, Gianni Raimondi, dir. Vincenzo Bellezza - Nàpols 1955 ed. Lyric Distribution
- La traviata, amb Renata Tebaldi, Nicola Filacuridi, dir. Tullio Serafin - Florència 1956 ed. Opera Lovers
- La traviata, amb Virginia Zeani, Gianni Raimondi, dir. Angelo Questa - Nàpols 1956 ed. Bongiovanni
- Il furioso all'isola di San Domingo, amb Nicola Filacuridi, Gabriella Tucci, dir. Franco Capuana - Siena 1958 ed. Melodram
- I pescatori di perle (en ital.), amb Marcella Pobbe, Ferruccio Tagliavini, dir. Oliviero De Fabritiis - Nàpols 1959 ed. Melodram
- I puritani, amb Anna Moffo, Gianni Raimondi, Raffaele Arié, dir. Mario Rossi - Torí-RAI 1959 ed. Melodram/Myto
- Andrea Chenier, amb Franco Corelli, Gigliola Frazzoni, dir. Gianandrea Gavazzeni - La Scala 1960 ed. Charles Handelman
- Andrea Chenier, amb Giuseppe Di Stefano, Onelia Fineschi, dir. Bruno Rigacci - Florència 1962 ed. Arkadia/Myto
- La battaglia di Legnano, amb Leyla Gencer, João Gibin, Marco Stefanoni, dir. Francesco Molinari-Pradelli - Trieste 1963 ed. Gala
- La straniera, amb Elena Souliotis, Elena Zilio, Veriano Luchetti, dir. Oliviero De Fabritiis - Catania 1971 ed. House of Opera